# Poland (Nowy Jork)
Poland – miasto w Stanach Zjednoczonych położone w hrabstwie Chautauqua. Powstało w 1832 roku, jego powierzchnia wynosi 99,5 km², a liczba mieszkańców 2 467 w spisie powszechnym w 2000 roku.